# Silvano Basagni
Silvano Basagni (ur. 6 sierpnia 1938 we Florencji, zm. 10 maja 2017 tamże) – włoski strzelec sportowy. Brązowy medalista olimpijski z Monachium.
Specjalizował się w konkurencji trap. Zawody w 1972 były jego pierwszymi igrzyskami olimpijskimi, brał udział w igrzyskach w 1976 i 1980. Indywidualnie był srebrnym medalistą mistrzostw świata w 1978 i brązowym w 1974. Na mistrzostwach Europy sięgał po złoto w 1971 oraz srebro w 1966, 1974, 1975 i 1978. W drużynie był m.in. mistrzem świata w 1967, 1977, 1979, 1982 i 1985.